# Gleichenella pectinata
Gleichenella pectinata är en ormbunkeart som först beskrevs av Carl Ludwig Willdenow, och fick sitt nu gällande namn av Ren-Chang Ching. Gleichenella pectinata ingår i släktet Gleichenella och familjen Gleicheniaceae. Inga underarter finns listade.